# Раковіца (Васлуй)
Раковіца (рум. Racovița) — село у повіті Васлуй в Румунії. Входить до складу комуни Гирчень.
Село розташоване на відстані 273 км на північ від Бухареста, 38 км на захід від Васлуя, 50 км на південний захід від Ясс.

## Населення
За даними перепису населення 2002 року у селі проживали 206 осіб, усі — румуни. Усі жителі села рідною мовою назвали румунську.